# Kedung Losari
Kedung Losari is een bestuurslaag in het regentschap Jombang van de provincie Oost-Java, Indonesië. Kedung Losari telt 4079 inwoners (volkstelling 2010).